# Kauhsen WK
O  WK  é o modelo da Kauhsen da temporada de 1979 (2 GPs) da F1. Foi guiado por Gianfranco Brancatelli.